# Szerbia és Montenegró-i férfi vízilabda-válogatott
A Szerbia és Montenegró-i férfi vízilabda-válogatott a Jugoszláv Szövetségi Köztársaság (1991–2003) illetve Szerbia és Montenegró (2003–2006) nemzeti csapata volt 1992 és 2006 között, amelyet a Szerbia és Montenegró-i Vízilabda-szövetség (szerbül: Ватерполо савеза Србија и Црна Гора, magyar átírásban: Vaterpolo Szaveza Szrbija i Crna Gora) irányított. 
A válogatott eredményeit tekintve a sikeresebb válogatottak közé tartozott. Egyszeres világ- és kétszeres Európa-bajnok. Mindemellett több alkalommal végeztek a dobogó második illetve harmadik fokán a különböző világversenyeken.

## Eredmények

### Olimpiai játékok
| Év             | Helyezés                               | M | Gy | D | V |
| -------------- | -------------------------------------- | - | -- | - | - |
| Barcelona 1992 | Nem vett részt a délszláv háború miatt | – | –  | – | – |
| Atlanta 1996   | 8. hely                                | 8 | 3  | 1 | 4 |
| Sydney 2000    | Bronzérmes                             | 8 | 6  | 1 | 1 |
| Athén 2004     | Ezüstérmes                             | 8 | 6  | 0 | 2 |

### Világbajnokság
| Év             | Helyezés                               | M | Gy | D | V |
| -------------- | -------------------------------------- | - | -- | - | - |
| Róma 1994      | Nem vett részt a délszláv háború miatt | – | –  | – | – |
| Perth 1998     | Bronzérem                              | 8 | 5  | 1 | 2 |
| Fukuoka 2001   | Ezüstérem                              | 8 | 6  | 1 | 1 |
| Barcelona 2003 | Bronzérem                              | 7 | 5  | 1 | 1 |
| Montréal 2005  | Aranyérem                              | 6 | 6  | 0 | 0 |

### Világliga
| Év              | Helyezés       | M  | Gy | D | V |
| --------------- | -------------- | -- | -- | - | - |
| Pátra 2002      | Nem vett részt | -  | -  | - | - |
| New York 2003   | 4. hely        | 6  | 2  | 0 | 4 |
| Long Beach 2004 | Ezüstérmes     | 15 | 10 | 0 | 5 |
| Belgrád 2005    | Aranyérmes     | 14 | 13 | 0 | 1 |
| Athén 2006      | Aranyérmes     | 15 | 13 | 0 | 2 |

### Világkupa
| Év            | Helyezés                               | M | Gy | D | V |
| ------------- | -------------------------------------- | - | -- | - | - |
| Athén 1993    | Nem vett részt a délszláv háború miatt | – | –  | – | – |
| Atlanta 1995  | Nem vett részt a délszláv háború miatt | – | –  | – | – |
| Athén 1997    | 7. hely                                | 5 | 2  | 0 | 3 |
| Sydney 1999   | 5. hely                                | 5 | 4  | 0 | 1 |
| Belgrád 2002  | Bronzérmes                             | 5 | 3  | 0 | 2 |
| Budapest 2006 | Aranyérmes                             | 5 | 5  | 0 | 0 |

### Európa-bajnokság
| Év             | Helyezés                               | M | Gy | D | V |
| -------------- | -------------------------------------- | - | -- | - | - |
| Sheffield 1993 | Nem vett részt a délszláv háború miatt | – | –  | – | – |
| Bécs 1995      | Nem vett részt a délszláv háború miatt | – | –  | – | – |
| Sevilla 1997   | Ezüstérmes                             | 8 | 6  | 1 | 1 |
| Firenze 1999   | 7. hely                                | 7 | 3  | 1 | 4 |
| Budapest 2001  | Aranyérmes                             | 8 | 8  | 0 | 0 |
| Ljubljana 2003 | Aranyérmes                             | 8 | 7  | 0 | 1 |